# Sângeorgiu de Pădure
Sângeorgiu de Pădure là một xã thuộc hạt Mureș, România. Dân số thời điểm năm 2002 là 5484 người.